# Liste der Monuments historiques in Silley-Amancey
Die Liste der Monuments historiques in Silley-Amancey führt die Monuments historiques in der französischen Gemeinde Silley-Amancey auf.

## Liste der Objekte
| Bezeichnung              | Beschreibung                               | Standort                     | Kennzeichnung | Schutzstatus | Datum | Bild |
| ------------------------ | ------------------------------------------ | ---------------------------- | ------------- | ------------ | ----- | ---- |
| Sechs Altarleuchter      | Holz, vergoldet, 18. Jahrhundert           | in der Kirche St-Roch (Lage) | PM25001357    | Classé       | 1966  |      |
| Kredenz                  | Holz, vergoldet, 18. Jahrhundert           | in der Kirche St-Roch (Lage) | PM25001358    | Classé       | 1966  |      |
| Vier Prozessionsleuchter | Holz, vergoldet, Ende des 18. Jahrhunderts | in der Kirche St-Roch (Lage) | PM25002404    | Inscrit      | 2003  |      |